# Maggie d'Abo
Maggie d'Abo, nome d'arte di Margaret E. Lyndon, nota anche come Maggie London (Islington, 4 agosto 1937), è una modella e attrice britannica.

## Biografia
Nata in Inghilterra nel 1937, Margaret E. Lyndon assunse lo pseudonimo professionale di Maggie London, cambiando successivamente il cognome in d'Abo dopo il matrimonio con il musicista Mike d'Abo, componente del gruppo rock Manfred Mann.
Lavorò soprattutto come modella ma nel corso della sua carriera, svoltasi prevalentemente nel corso degli anni sessanta, ebbe occasione di partecipare ad alcune serie televisive e a qualche film di grande successo.
Dal suo matrimonio, finito con un divorzio, sono nati due figli: Olivia d'Abo e Benjamin Byron (Ben) d'Abo, entrambi attori. Ugualmente attrice la nipote, Maryam d'Abo.
Per l'anno 2011 era prevista la pubblicazione di un'autobiografia di Maggie d'Abo, che avrebbe dovuto intitolarsi A Girl in the Right Place at the Right Time (ovvero, Una ragazza nel posto giusto al momento giusto): sino ad oggi però il libro risulta ancora inedito.

## Partecipazioni cinematografiche
In campo cinematografico le partecipazioni di Maggie d'Abo corrispondono in genere a piccoli ruoli di contorno. Nel film dei Beatles A Hard Day's Night, ad esempio, è una bella ragazza bionda che nel corso di una serata in discoteca ha occasione di ballare tanto con George Harrison quanto con Ringo Starr.
Più particolare la sua partecipazione (non accreditata nei titoli di coda) a 2001: Odissea nello spazio, dove riveste il ruolo di una delle hostess con l'uniforme rosa della stazione orbitante: quella che accompagna in ascensore il dottor Heywood Floyd, interpretato da William Sylvester. Anche lì il suo intervento si limita a pochi istanti e ad un paio di battute:
(Floyd): Right. See you on the way back.

(Hostess): Bye.

(Floyd):Bye.»
(Dottor Floyd): Grazie. Bene, ci vediamo al ritorno.

(Hostess): Arrivederci.

(Dottor Floyd): Bye bye»
(2001: odissea nello spazio (1968), di Stanley Kubrick)
Tuttavia è curioso notare come in questo caso l'attrice sia il primo personaggio a parlare dopo più di venti minuti dall'inizio del film, che sino a quel momento (prima con la parte intitolata L'alba dell'uomo, poi con l'arrivo della navetta sulla stazione orbitante) si serve largamente di suoni e di un sottofondo musicale, rimanendo però del tutto privo di dialoghi.

## Filmografia

### Cinema
- Tutti per uno (A Hard day's night), regia di Richard Lester (1964)
- Hide and Seek, regia di Cy Endfield (1964)
- Maroc 7, regia di Gerry O'Hara (1967)
- 2001: Odissea nello spazio (2001: A Space Odissey), regia di Stanley Kubrick (1968)

### Serie TV
- Il Santo – serie TV, un episodio (1968)
- Paul Temple – serie TV, un episodio (1969)
- Randall & Hopkins – serie TV, un episodio (1970)